# هنري أوحايون
هنري أوحايون (بالعبرية: הנרי אוחיון؛ ولد 17 يونيو 1934 في المغرب) هو لاعب سباق الدراجات الإسرائيلي من أصل مغربي يهودي. تنافس في سباق الطرق الفردية في دورة الألعاب الأولمبية الصيفية لعام 1960.

## وصلات خارجية
- هنري أوحايون على موقع أرشيف الدراجات (الإنجليزية)
- هنري أوحايون على موقع إحصائيات الدراجات الإحترافية (الإنجليزية)
- هنري أوحايون على موقع أوليمبيديا (الإنجليزية)